# Cameron Johnson
Cameron Jordan Johnson (Moon, 3 marzo 1996) è un cestista statunitense, professionista nella NBA con i Denver Nuggets.

## Carriera
Dopo essersi dichiarato eleggibile per il Draft NBA 2019, viene selezionato come 11ª scelta dai Minnesota Timberwolves, venendo selezionato più in alto rispetto alle previsioni. Viene poi girato ai Phoenix Suns assieme a Dario Šarić, in cambio della 6ª scelta assoluta Jarrett Culver.
Il 9 febbraio 2023 passa, insieme a Mikal Bridges e Jae Crowder, ai Brooklyn Nets, in cambio di Kevin Durant e T.J. Warren; i Nets ricevono anche quattro prime scelte non protette ai Draft degli anni successivi (2023, 2025, 2027 e 2029) e la possibilità di scambiare le scelte al Draft 2028.

## Statistiche

### NCAA
| Anno      | Squadra             | PG  | PT | MP   | TC%  | 3P%  | TL%  | RP  | AP  | PRP | SP  | PP   |
| --------- | ------------------- | --- | -- | ---- | ---- | ---- | ---- | --- | --- | --- | --- | ---- |
| 2014-2015 | Pittsburgh Panthers | 8   | 0  | 14,4 | 39,4 | 34,8 | 50,0 | 1,1 | 0,5 | 0,1 | 0,4 | 4,5  |
| 2015-2016 | Pittsburgh Panthers | 32  | 1  | 11,7 | 39,7 | 37,5 | 80,8 | 1,8 | 0,5 | 0,3 | 0,2 | 4,8  |
| 2016-2017 | Pittsburgh Panthers | 33  | 33 | 33,3 | 44,9 | 41,7 | 81,1 | 4,5 | 2,3 | 0,9 | 0,3 | 11,9 |
| 2017-2018 | N. Carol. Tar Heels | 26  | 20 | 29,3 | 42,6 | 34,1 | 84,7 | 4,7 | 2,3 | 0,7 | 0,2 | 12,4 |
| 2018-2019 | N. Carol. Tar Heels | 36  | 36 | 29,9 | 50,6 | 45,7 | 81,8 | 5,8 | 2,4 | 1,2 | 0,3 | 16,9 |
| Carriera  | Carriera            | 135 | 90 | 25,4 | 45,7 | 40,6 | 81,7 | 4,1 | 1,8 | 0,8 | 0,3 | 11,2 |

#### Massimi in carriera
- Massimo di punti: 32 vs Clemson (30 gennaio 2018)[4]
- Massimo di rimbalzi: 13 vs Duke (8 febbraio 2018)
- Massimo di assist: 7 (2 volte)
- Massimo di palle rubate: 4 (2 volte)
- Massimo di stoppate: 2 (2 volte)
- Massimo di minuti giocati: 41 (2 volte)

### NBA

#### Regular Season
| Anno      | Squadra       | PG  | PT  | MP   | TC%  | 3P%  | TL%  | RP  | AP  | PRP | SP  | PP   |
| --------- | ------------- | --- | --- | ---- | ---- | ---- | ---- | --- | --- | --- | --- | ---- |
| 2019-2020 | Phoenix Suns  | 57  | 9   | 22,0 | 43,5 | 39,0 | 80,7 | 3,3 | 1,2 | 0,6 | 0,4 | 8,8  |
| 2020-2021 | Phoenix Suns  | 60  | 11  | 24,0 | 42,0 | 34,9 | 84,7 | 3,3 | 1,4 | 0,6 | 0,3 | 9,6  |
| 2021-2022 | Phoenix Suns  | 66  | 16  | 26,2 | 46,0 | 42,5 | 86,0 | 4,1 | 1,5 | 0,9 | 0,2 | 12,5 |
| 2022-2023 | Phoenix Suns  | 17  | 16  | 25,3 | 47,4 | 45,5 | 81,8 | 3,8 | 1,5 | 0,9 | 0,4 | 13,9 |
| 2022-2023 | Brooklyn Nets | 25  | 25  | 30,8 | 46,8 | 37,2 | 85,1 | 4,8 | 2,1 | 1,4 | 0,3 | 16,6 |
| 2023-2024 | Brooklyn Nets | 58  | 47  | 27,6 | 44,6 | 39,1 | 78,9 | 4,3 | 2,4 | 0,8 | 0,3 | 13,4 |
| 2024-2025 | Brooklyn Nets | 57  | 57  | 31,6 | 47,5 | 39,0 | 89,3 | 4,3 | 3,4 | 0,9 | 0,4 | 18,8 |
| Carriera  | Carriera      | 340 | 181 | 26,5 | 45,3 | 39,2 | 85,1 | 3,9 | 2,0 | 0,8 | 0,3 | 12,9 |

#### Play-off
| Anno     | Squadra       | PG | PT | MP   | TC%  | 3P%  | TL%  | RP  | AP  | PRP | SP  | PP   |
| -------- | ------------- | -- | -- | ---- | ---- | ---- | ---- | --- | --- | --- | --- | ---- |
| 2021     | Phoenix Suns  | 21 | 0  | 21,1 | 50,0 | 44,6 | 90,6 | 3,1 | 0,8 | 0,9 | 0,2 | 8,2  |
| 2022     | Phoenix Suns  | 13 | 3  | 24,6 | 46,5 | 37,3 | 81,3 | 3,5 | 1,5 | 0,4 | 0,1 | 10,8 |
| 2023     | Brooklyn Nets | 4  | 4  | 38,0 | 50,9 | 42,9 | 85,7 | 5,8 | 2,8 | 0,8 | 0,3 | 18,5 |
| Carriera | Carriera      | 38 | 7  | 24,1 | 48,9 | 41,6 | 85,9 | 3,6 | 1,2 | 0,7 | 0,2 | 10,2 |

#### Massimi in carriera
- Massimo di punti: 38 vs New York Knicks (4 marzo 2022)[5]
- Massimo di rimbalzi: 12 (2 volte)
- Massimo di assist: 5 (4 volte)
- Massimo di palle rubate: 4 (3 volte)
- Massimo di stoppate: 3 (2 volte)
- Massimo di minuti giocati: 40 vs Dallas Mavericks (2 agosto 2020)